# Alströmergatan

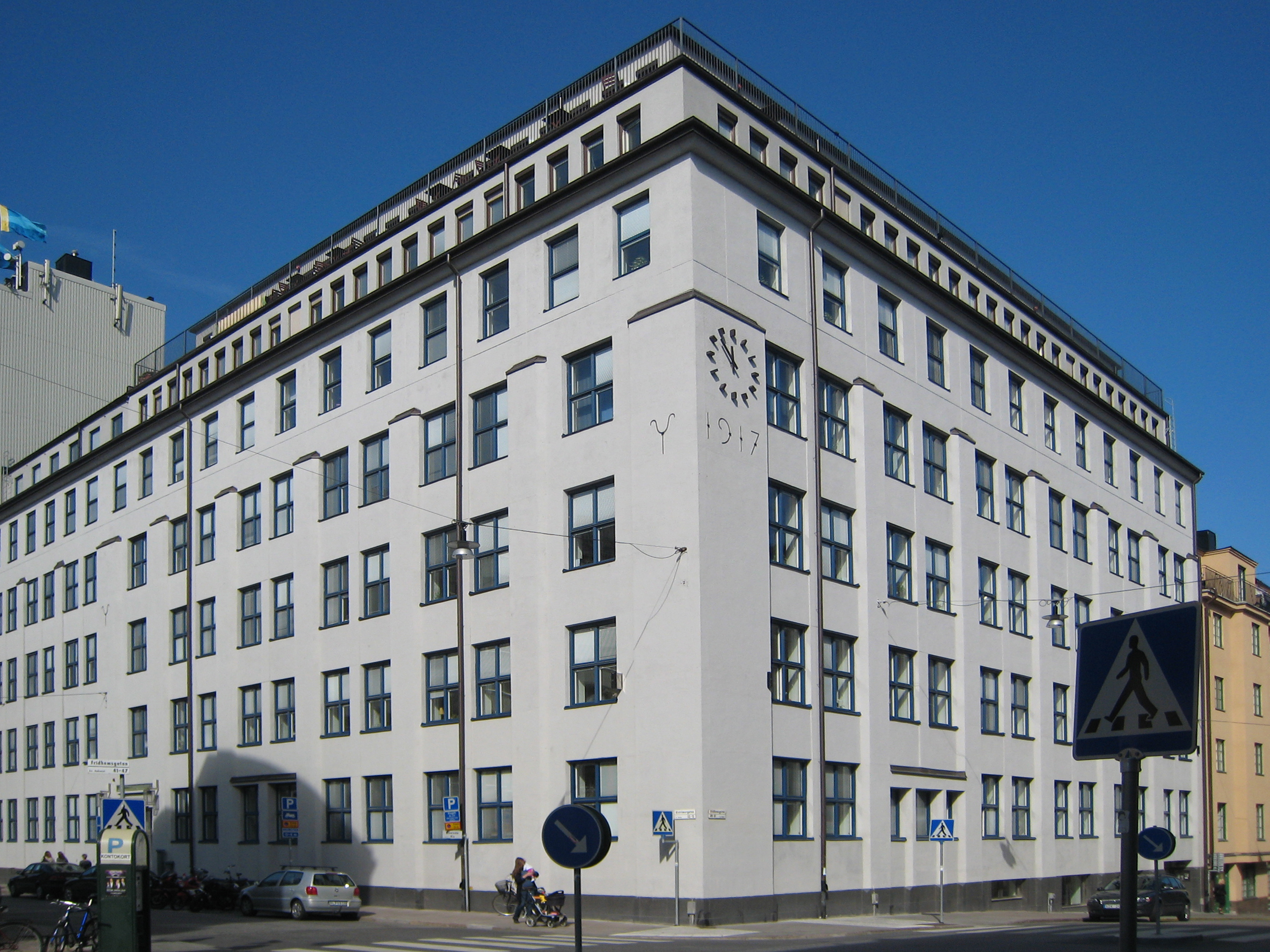
Kvarteret Skutan i hörnet Alströmergatan–Fridhemsgatan. Ursprungligen en textilfabrik.

Alströmergatan är en gata på Kungsholmen i Stockholm som går från Sankt Eriksgatan till Igeldammsgatan. Gatan fick sitt nuvarande namn år 1900.

## Beskrivning
Namnet anknyter till kategori "fosterländska och historiska namn". Gatan är uppkallad efter den svenske industrimannen Jonas Alströmer. Idag är Alströmer mest känd för att ha introducerat potatisen i Sverige, men han var också en av de drivande bakom den industriella revolutionen i Sverige och en av grundarna av Kungliga Vetenskapsakademien.
På nummer 14 reste Svenska Radioaktiebolaget sitt huvudkontor på 1950-talet. Sedan 1999 ligger Tullmuseum vid Tullverkets huvudkontor på Alströmergatan 39 i byggnaderna som ursprungligen restes för AB Gerh. Arehns Mekaniska Verkstad. Något längre västerut, vid Alströmergatan 47, ligger Mosaiska begravningsplatsen.
I kvarteret Färjan, Alströmergatan 24–42, uppfördes 1929 HSB:s dittills största bostadskomplex. Husen formgavs av arkitekt Sven Wallander i 1920-talsklassicism och är blåklassade av Stadsmuseet i Stockholm.